# Butterfield (Missouri)
Butterfield – wieś w Stanach Zjednoczonych, w stanie Missouri, w hrabstwie Barry.